# زمین‌لرزه ۲۰۰۳ شیلی
زمین‌لرزه شیلی  در تاریخ ۲۰ ژوئن ۲۰۰۳ میلادی، برابر با ‎۳۰ خرداد ۱۳۸۲، ساعت ۱۳:۳۰:۴۱٫۶ به زمان یوتی‌سی در شیلی رخ داد.ژرفای این زلزله ۳۳٫۰ کیلومتر بود. بزرگی آن ۷٫۵ در مقیاس Mw بدست آمده‌است.
بیشینهٔ شدت آن در مقیاس مرکالی، VI اعلام شده‌است و زمین‌لرزه هیچ کشته‌ای نداشته است.
پروژهٔ «تنسور گشتاور مرکزوار» پارامتر زمان مرکزوار زمین‌لرزه را با اختلاف ۸٫۱ ثانیه نسبت به زمان مرجع بالا و مختصات مرکزوار را در ۳۰°۵۳′جنوبی ۷۱°۵۸′غربی / ۳۰٫۸۸°جنوبی ۷۱٫۹۷°غربی محاسبه کرده، همچنین، ژرفا در ۳۵٫۰ کیلومتر ثابت شده‌است. در این محاسبات زاویه‌های (راستا، شیب، ریک) گسل سازندهٔ زمین‌لرزه و صفحه عمود بر آن برابر با (°۱، °۲۷، ° ۹۳) یا (°۱۷۷، °۶۳، ° ۸۸) حاصل شده‌است.